# Batalla de El Jahuactal

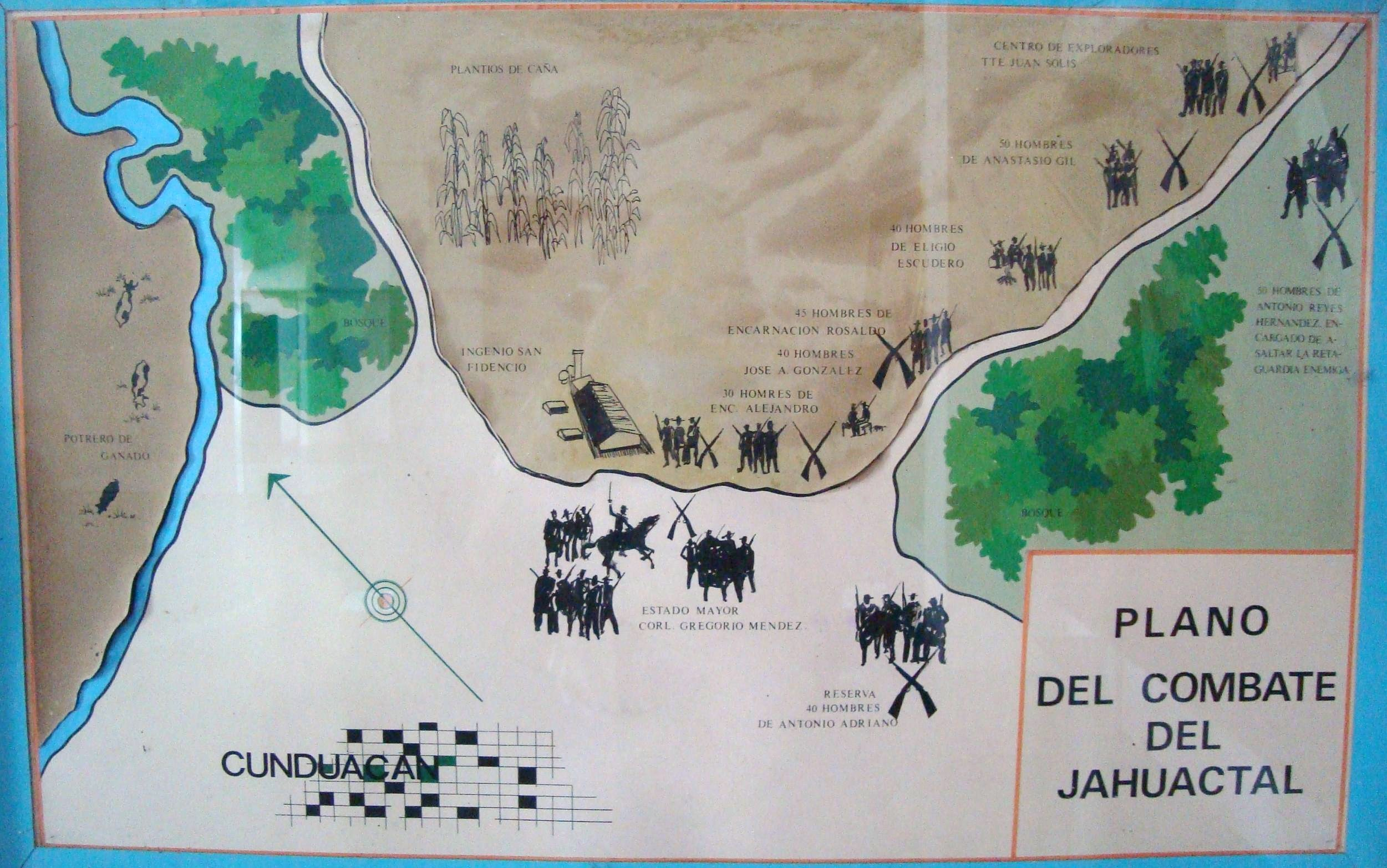
Plano de la Batalla.

La Batalla de El Jahuactal tuvo lugar el  1 de noviembre de 1863 en la comunidad de El Jahuactal, municipio de Cunduacán en el estado de Tabasco, México, entre elementos del ejército liberal tabasqueño, al mando de los coroneles Gregorio Méndez y Andrés Sánchez Magallanes y tropas francesas al servicio del Segundo Imperio Mexicano, comandadas por el autonombrado gobernador de Tabasco Eduardo González Arévalo y compuestas de soldados franceses y conservadores mexicanos, durante la Segunda Intervención Francesa en México siendo el resultado una victoria mexicana.

## Antecedentes
El 6 de octubre de 1863, Andrés Sánchez Magallanes se levanta en armas en la Villa de San Antonio de los Naranjos, y en un manifiesto sostiene que:

"Es muy necesario y muy preciso defender el territorio nacional, libertad e independencia que nos legaron los inmortales Hidalgo y Morelos en la proclamación y protesta que hicieron en el año de 1810...

Con la proclama, Sánchez Magallanes desconocía a Eduardo González Arévalo y demás autoridades a su mando; excitaba a unirse en su lucha a los pueblos de Huimanguillo, San Antonio de los Naranjos y Otra Banda del Grijalva, recorriendo los pueblos de Comalcalco, Jalpa, Nacajuca y Cunduacán, para que reconocieran el sistema constitucional republicano. 
El 8 de octubre, Gregorio Méndez que desconocía el alzamiento de Andrés Sánchez Magallanes en San Antonio de los Naranjos comienza una lucha aislada contra el ejército francés ayudado por las fuerzas de Regino Hernández, Mamerto González, Bernabé Fuentes y Crescencio Rosaldo.
Al tiempo que Méndez se dirigía a Jalpa para hacerse con 40 fusiles que allí se encontraban, Regino Hernández caía sobre el cuartel de Comalcalco, logrando la huida de las fuerzas imperialistas al mando del comandante Manuel Romanco, con lo cual las fuerzas tabasqueñas se apoderaron de municiones y artillería enemiga procediendo acto seguido a levantar el acta insurreccional. 
Cuando el gobernador Arévalo se enteró del asalto al cuartel de Comalcalco, envió una columna mixta de infantería y caballería el 10 de octubre, intentando sorprender a los insurrectos. Gregorio Méndez escribió que «no obstante que los hombres a su mando aún no se encontraban acostumbrados a los hábitos de campaña no abandonaron el campo de batalla a pesar de haber sido envueltos por las fuerzas de Arévalo que atacaron a la población por tres puntos simultáneamente, sino antes intercambiar un tiroteo con sus fuerzas».
Los rebeldes acataron las leyes y respetaron las propiedades de los mexicanos, marcando diferencias entre “patriotas” e “invasores”. Méndez intenta desorientar al enemigo creyéndole estar en diversos lugares, mientras sus fuerzas se dirigen a Cárdenas, a donde llegan el 16 de octubre, uniéndosele poco más de doscientos hombres que formaron varios contingentes de Huimanguillo, Comalcalco y Mezcalapa. Para esos días recibió la noticia de que Lino Merino, los hermanos Castillo, los hermanos José María y Eduardo Bastar Zozaya, Pérez Andrade y otros lo reconocen a él como jefe de las fuerzas republicanas de la Chontalpa.

## Batalla

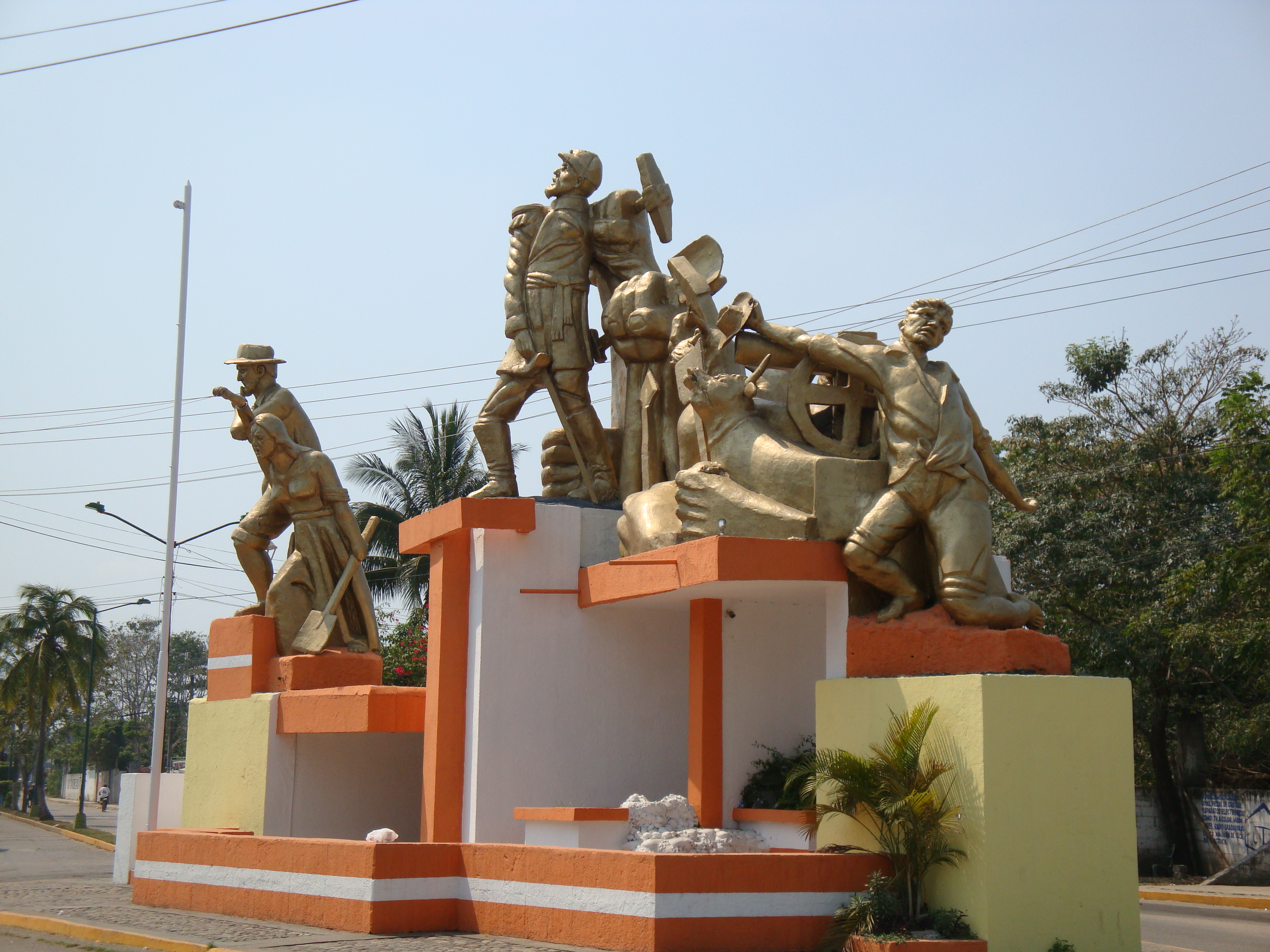
Monumento conmemorativo a la Batalla de El Jahuactal, en la ciudad de Cunduacán, Tabasco.

Finalmente, las fuerzas republicanas marcharon a Cunduacán, a donde arribaron el 29 de octubre. Cerca de ahí, se encontraba San Juan Bautista, la capital, a solo ocho leguas. Es entonces que junto al teniente coronel Andrés Sánchez Magallanes, recorren las inmediaciones de Cunduacán para reconocer el terreno dando instrucciones para mantener guarecida a la población y preparase para combate. No será hasta el 1 de noviembre que recibe informes de que las fuerzas de Arévalo se encontraban cerca, y que por la falta de municiones, resolvieron librar combate en El Jahuactal, a la salida de la población camino de San Juan Bautista.

### Desarrollo de la batalla
Gregorio Méndez organizó a su tropa con la finalidad de caerle por sorpresa a los invasores, la espesa vegetación del lugar, por un lado los plantíos de caña de azúcar y por el otro la vegetación selvática, impedirían que sus hombres fueran vistos por el enemigo. 
Las tropas fueron dispuestas para cubrir una línea de medio kilómetro por tres frentes a lo largo del camino: Gregorio Méndez dispuso que del lado derecho del camino estuvieran cinco puntos de ataque: Encarnación Alejandro con 30 hombres, José A. González con 40 hombres, Encarnación Rosaldo con 45 hombres, Eligio Escudero con 40 hombres y Anastacio Gil con 50 hombres, al fondo estaría el teniente Juan Solís al frente del centro de exploradores. 
Del lado izquierdo del camino, cubiertos en la espesa vegetación selvática se dispuso que estuviera Antonio Reyes Hernández con 50 soldados y que sería el encargado de asaltar la retaguardia enemiga. En frente, estarían cerrando el camino Antonio Adriano con 40 hombres de la reserva y el Estado Mayor comandado por el coronel Gregorio Méndez en compañía de los también coroneles Andrés Sánchez Magallanes y Narciso Sáenz. Alrededor de las 7 de la mañana del 1 de noviembre de 1863, inicia el combate con una emboscada al ejército invasor.
Iniciado el combate, un sargento de Huimanguillo descubre sus posiciones, lo que provoca que el enemigo descubra la emboscada. Por su parte, el sargento Jacinto López, con machete en mano se lanza sobre el cañón imperialista, robándolo para las armas republicanas. 
Las fuerzas imperialistas, hicieron marchar sus armas y pertrechos por la izquierda a la orilla del bosque; por lo que el jefe Antonio Reyes Hernández, cargó sus tropas sobre la escolta guardaparque, provocando su huida, y sin dar tiempo al enemigo se apoderó de una caja de cartuchos y pertrechos, con los que armó a su compañía y rompió sobre las columnas enemigas que, poseídas del pánico, comenzaron a huir.
Después de varias horas de combate, a las 11 de la mañana se levantó el campo de batalla con el triunfo de las fuerzas liberales tabasqueñas.

## Consecuencias
Retirada de las tropas imperialistas hacia San Juan Bautista. Reagrupamiento y fortificación del Almacén Real y el edificio de gobierno llamado "El Principal" en la ciudad de San Juan Bautista capital de Tabasco.